# Terenzo Bozzone
Terenzo Bozzone, né le 1er mars 1985, est un triathlète néo-zélandais, champion du monde d'Ironman 70.3 en 2008. Il pratique également de cross triathlon et le duathlon.

## Biographie
Né en Afrique du Sud, Terenzo Bozzone déménage en Nouvelle-Zélande durant son enfance. Après avoir terminé ses études, il est sacré champion du monde junior de duathlon en 2001 et 2002, puis champion du monde junior de triathlon en 2002 et 2003. En 2002, il décroche la médaille d'argent lors du 5 000 mètres des championnats d'Océanie d'athlétisme de Christchurch.
En 2008, il remporte le championnat du monde d'Ironman 70.3 à Clearwater (Floride) en réalisant le record de la course en 3 h 40 min 10 s. Durant les années suivantes, il doit se battre contre une blessure au tendon d'Achille. En 2013, il renoue avec la compétition en terminant 2e de l'Ironman 70.3.
Terenzo Bozzone parle anglais et s'intéresse au snowboard, au tennis et au surf. Il réside à Auckland, en Nouvelle-Zélande. Il s'entraîne à « Performance Lab-Jon Auckland », depuis 1999.
En juillet 2018, lors d'un entrainement vélo à Auckland, il est percuté par un camion, accident qui lui occasionne de sérieuses blessures. Après cinq mois de soins et de rééducation, il reprend la compétition et reconnait avoir eu de la chance dans ce grave accident.

## Palmarès
Le tableau présente les résultats les plus significatifs (podium) obtenus sur le circuit international de triathlon depuis 2008,.
| Année | Compétition                           | Pays                | Position          | Temps           |
| ----- | ------------------------------------- | ------------------- | ----------------- | --------------- |
| 2018  | Ironman 70.3 Western Australia        | Australie           | Médaille d'or     | 3 h 43 min 26 s |
| 2018  | Ironman 70.3 Busselton                | Australie           | Médaille d'or     | 3 h 27 min 0 s  |
| 2018  | Ironman Western Australia             | Australie           | Médaille d'or     | 7 h 56 min 1 s  |
| 2018  | Ironman 70.3 Bariloche                | Argentine           | Médaille d'or     | 3 h 58 min 57 s |
| 2018  | Ironman 70.3 Campeche                 | Mexique             | Médaille d'or     | 3 h 49 min 40 s |
| 2018  | Ironman Nouvelle-Zélande              | Nouvelle-Zélande    | Médaille d'or     | 7 h 59 min 56 s |
| 2017  | Ironman Western Australia             | Australie           | Médaille d'or     | 7 h 12 min 31 s |
| 2017  | Ironman 70.3 Cozumel                  | Mexique             | Médaille d'or     | 3 h 50 min 36 s |
| 2017  | Ironman 70.3 Los Cabos                | Mexique             | Médaille d'or     | 3 h 45 min 34 s |
| 2016  | Ironman Western Australia             | Australie           | Médaille d'or     | 7 h 51 min 26 s |
| 2016  | Ironman 70.3 Bahrein                  | Bahreïn             | Médaille d'or     | 3 h 41 min 32 s |
| 2016  | Ironman 70.3 Miami                    | États-Unis          | Médaille d'or     | 3 h 42 min 10 s |
| 2015  | Ironman 70.3 Busselton                | Australie           | Médaille d'or     | 3 h 45 min 38 s |
| 2015  | Ironman 70.3 Budapest                 | Hongrie             | Médaille d'or     | 3 h 46 min 56 s |
| 2015  | Challenge Dubai                       | Émirats arabes unis | Médaille d'or     | 8 h 28 min 53 s |
| 2015  | Challenge Taiwan                      | Taïwan              | Médaille d'or     | 3 h 52 min 41 s |
| 2013  | Ironman 70.3 Shepparton               | Australie           | Médaille d'or     | 3 h 50 min 0 s  |
| 2013  | Ironman 70.3 Mandurah                 | Australie           | Médaille d'or     | 3 h 42 min 59 s |
| 2013  | Ironman 70.3 Miami                    | États-Unis          | Médaille d'or     | 3 h 41 min 17 s |
| 2013  | Championnat du monde d'Ironman 70.3   | États-Unis          | Médaille d'argent | 3 h 56 min 2 s  |
| 2013  | Ironman 70.3 Mont-Tremblant           | Canada              | Médaille d'or     | 3 h 53 min 12 s |
| 2013  | Ironman 70.3 Floride                  | États-Unis          | Médaille d'or     | 3 h 45 min 51 s |
| 2013  | Championnat du monde LD (IUT) Belfort | France              | Médaille d'argent | 4 h 10 min 43 s |
| 2012  | Ironman 70.3 Brésil                   | Brésil              | Médaille d'or     | Timing          |
| 2012  | Ironman 70.3 Miami                    | États-Unis          | Médaille d'or     | 3 h 42 min 17 s |
| 2012  | Ironman 70.3 Taiwan                   | États-Unis          | Médaille d'or     | 3 h 54 min 18 s |
| 2012  | Ironman 70.3 Shepparton               | Australie           | Médaille d'or     | Timing          |
| 2010  | Ironman 70.3 Texas                    | États-Unis          | Médaille d'or     | 3 h 49 min 6 s  |
| 2010  | Ironman 70.3 St. Croix                | États-Unis          | Médaille d'or     | 4 h 6 min 2 s   |
| 2010  | Ironman 70.3 Rhode Island             | États-Unis          | Médaille d'or     | 4 h 1 min 15 s  |
| 2009  | Ironman 70.3 Philippines              | Philippines         | Médaille d'or     | 3 h 51 min 25 s |
| 2008  | Championnat du monde d'Ironman 70.3   | États-Unis          | Médaille d'or     | 3 h 40 min 10 s |
| 2008  | Ironman 70.3 Kansas                   | États-Unis          | Médaille d'or     | 3 h 56 min 6 s  |
| 2008  | Xterra - Rotorua                      | Nouvelle-Zélande    | Médaille d'or     | Timing          |